# Левинка (река)
Левинка — река в России, протекает в пределах Канавинского, Московского и Сормовского районов Нижнего Новгорода. Длина реки от истока в районе озера Больничного составляет 6,1 км. Площадь водосбора реки Левинки составляет 11,6 км². Сейчас в составе реки Левинки имеется единственный её приток — река Параша.

## Происхождение названия
От русск. глагола «лить». Слово «ливна» означает «лужа». Название указывает на спокойный характер течения.

## Течение

### Исток
Ручей недалеко от озера Больничного в районе Берёзовского посёлка Нижнего Новгорода, около железнодорожной станции Костариха. Раньше это был бывший приток реки Левинка под названием река Берёзовка. Исток старого русла реки Левинки находится в болотах около аэродрома авиационного завода «Сокол»

### От истока до реки Параша
Современная река Левинка течёт от своего истока через Больничное озеро, недалеко от бывшей деревни Костариха. Сейчас здесь находится Городская клиническая больница № 39. Далее, река пересекает Московское шоссе и протекает в местности, окруженной со всех сторон жилыми кварталами. Сразу после Московского шоссе, по правому берегу, находится школа № 74. По левому берегу реки проходит улица Александра Люкина, по правой улица Берёзовская. У церкви иконы Божией Матери «Скоропослушницы» имеется пешеходный мост через реку. Далее, по левой стороне находится улица Красных Зорь. В районе Лицея № 87 реку пересекает ещё один пешеходный мост. Раньше здесь по левому берегу была деревня Княжиха. Напротив неё находилась деревня Ратманиха. Сейчас на правом берегу находится Нижегородский опытно-экспериментальный завод. Далее, Левинку пересекает улица Просвещенская. Через 170 метров ниже по течению находится ещё один пешеходный мост через Левинку. С правого берега располагается администрация Московского района. На левом берегу, через улицу героя Советского Союза Рябцева, находится Нижегородский авиационный завод «Сокол». Там же в реку Левинку втекает канализация авиационного завода. Потом реку пересекает Краснобаковский переулок. И последней переправой через реку Левинка до впадения в неё реки Параша является трамвайный мост.
Старое русло реки Левинки течёт из болот около аэродрома авиационного завода «Сокол», Далее течёт, вдоль забора авиационного завода. Около Нижегородского авиационного технического колледжа, течёт в трубопроводной системе, и пересекая улицу Ярошенко, впадает в реку Парашу в районе Сормовского парка. Далее река Параша течёт по старому руслу реки Левинки и впадает в современное её русло, которая сейчас состоит из двух частей. Нижняя часть — старое русло реки Левинка. Верхняя часть — бывший приток Березовка, который на современных картах обозначается, как река Левинка.

### От реки Параша до устья
Река Параша впадает в реку Левинка, напротив бывшей деревни Горнушкино. Сейчас это крупный жилой массив который находится по правому берегу реки Левинка по улицам Берёзовской и Линдовской. По левому берегу, на месте деревни Дарьино и Дарьинского леса построен квартал Энгельса. Набережная вдоль реки Левинки по левому берегу называется улица Большевистская. На правом берегу находится Стадион «Старт». Недалеко от него, через реку проходит ещё один пешеходный мост. Далее реку пересекает улица Коминтерна, бывший Балахнинский тракт. Раньше, вдоль него, по правому берегу располагалось сельцо Варя. Через улицу Коминтерна, по левому берегу находится массив из деревянных строений, остатки бывшей деревни Дарьино, а также Центр одарённых детей и торгово развлекательный комплекс «Золотая миля». По правому берегу находятся завод им. 26 Бакинских комиссаров и МП «Дорожник». В районе пруда раньше было устье рек Параша и Варя. У Параши изменили русло. Сейчас вдоль её русла проходит улица Васенко. А река Варя полностью засыпана. Сейчас по её руслу проходит железная дорога. Раньше здесь по левому берегу находилась бывшая деревня Мышьяковка. Сейчас здесь находится железнодорожная станция «Сормовская». Железная дорога пересекает реку Левинку в районе пруда. Кроме того, по левому берегу находится поликлиника № 1, здание военкомата и отдел полиции № 6. В жилом массиве располагается здание Сормовского Спасо-Преображенский собора. Далее, река Левинка протекает в промзоне. Из наиболее значимых промышленных объектов, здесь можно отметить завод «Красное Сормово», по левому берегу, и Сормовскую ТЭЦ по правому берегу.

### Устье
Река Левинка впадает в Волгу в районе Сормовской ТЭЦ и завода «Красное Сормово», недалеко от Сормовской пристани. Устье реки находится в 2238 км по правому берегу реки Волги.

## Притоки
- 1,5 км: Варя (пв) (засыпана)
- 3,1 км: (1,5 км до 1967 года) Параша (лв)
- 3,1 км: Берёзовка (пв) (современное русло реки Левинка в верхнем её течении)

## Водный режим
Ширина русла 2-10 м, средняя скорость течения 0,06 м/с, расход воды 0,116 м³/с, средняя глубина 0,7 м, характер грунта — илисто-песчаный, песчаный, степень зарастания — сильная. Вода в реке местами не замерзает зимой. Скорее всего, это связано со стоком промышленных и бытовых вод. Питание реки в основном снеговое и грунтовое (40 % и 35 %), также ливневое 10 % и верховодка 15 %.

## Рельеф
Река протекает на северо-запад и север по Балахнинской низменности, сложенной суглинками, песками, местами заболоченной. Глубина от 2 метров до 30 см (там, где заилено). Течение очень медленное, поэтому и очищение воды происходит крайне медленно. Сейчас река это система семи прудов, соединённых ручьем, иногда почти пересыхающим. Часть её спрятана в трубы там, где автотрассы, трамвайные пути. Люди изменили природные берега, выровняли, местами насыпали пески.

## Данные водного реестра
По данным государственного водного реестра России относится к Верхневолжскому бассейновому округу, водохозяйственный участок реки — Волга от Горьковского гидроузла и до устья реки Ока, речной подбассейн реки — Волга ниже Рыбинского водохранилища до впадения Оки. Речной бассейн реки — (Верхняя) Волга до Куйбышевского водохранилища (без бассейна Оки).
Код водного объекта в государственном водном реестре — 08010300512110000017527.

## Природа

### Флора
В реке Левинке активно произрастает роголистник, элодея (преобладающий вид). В прибрежной зоне растёт Тростник обыкновенный, камыш, рогоз Пойма реки поросла сорной растительностью: осокой, хвощом т. д.

### Фауна
В реке Левинке водятся ротан и щука. Обитаются лягушки. Из птиц, по берегам реки проживают трясогузки, утки-кряквы, чайки. Утки обитаются в реке Левинке и зимой, так как вода в реке в отдельных местах не замерзает. Кроме того, по берегам обитаются типичные для антропогенных зон животные, как, собаки, кошки, мелкие грызуны, вороны, голуби, воробьи. Редко уже можно встретить и ондатру.

## Исторические сведения
Со второй половины XVIII века территория по которой протекала река и её притоки входила в Балахнинский уезд. По её берегам были построены: сельцо Варя, деревни Горнушкино, Княжиха, Костариха, Ратманиха, Дарьино, Мышьяковка, Бурнаковка.
На карте 1778—1796 годов приток реки Левинки — Варя, обозначен как речка Дорожная.
В 1849 по нижнему течению реки Левинка, между деревнями Соромово и Мышьяковка, был основан Сормовский завод.
На карте 1850 года приток реки Левинки — Березовка, обозначен как река Княжиха.
В 1922 года создается Сормовский уезд в который вошли земли и поселения вокруг реки. В 1924 году создается Сормовский рабочий район. В 1928 году Сормово вошло в состав Нижнего Новгорода.
В конце 1920 годов на болотистых пустырях около деревень началось строительство будущих гигантов отечественной индустрии, вступивших в строй в 1932 г.: авиационного завода им. Серго Орджоникидзе и артиллерийского завода № 92.
Вокруг этих предприятий росли заводские поселки. Они поглотили деревни. Промышленное и жилищное строительство в районе имело результатом почти полное истребление лесов.
В советское время происходило серьёзное изменение рельефа местности и течения рек. В 1967 было искусственно создано Сормовское озеро в Сормовском парке, путём обваловки и запруды реки Левинки и её притока Параши. Сейчас на месте нижнего течения реки Параши находится бульвар Юбилейный и улица Васенко. При этом в результате этих работ река Параша стала впадать в реку Левинку намного выше по течению.
Сейчас на месте бывших деревень расположены новые улицы. По правому берегу улица Березовская, вдоль левого улица Красных Зорь.
В 2009 году учащимся школ и жителям микрорайона, проживающим около реки Левинки, был задан вопрос, — «Как называется река, протекающая в нашем микрорайоне?» 40 % дали название Парашка, 58 % — назвали реку Левинкой, 2 % не знают названия реки. «Притоком какой реки она является?» 70 % ответили правильно Волги, 20 % — Парашки, 10 % — не знают.

## Экология
В реке Левинке много признаков грязной воды. Это массовое развитие роголистника, тростника, небольшое видовое разнообразие рыб. При нагревании пробы воды из реки до 40 °C определяется запах по шкале интенсивности в 2 балла: слабый, по характеру химический, отдающий металлом, иногда затхлый. В целом, вода в реке Левинке пригодна для жизни организмов. По цветности вода пригодна для технических целей и не является питьевой. Высокая цветность ухудшает органолептические свойства воды и оказывает негативное влияние на развитие водных организмов. Она обусловлена присутствием гумусовых веществ и комплексных соединений трехвалентного железа. Количество их зависит от характера почв, наличия болот и торфяников и т. д. Согласно проведённым исследованиям в реке Левинке рН-4. То есть, вода в Левинке закислена, скорее всего, из-за промышленных стоков и высокого содержания гуминовых веществ. В норме рН 6,5 — 8,5. Мониторинг кислотности воды Левинки в летнее время показал, что сезонно увеличиваются щелочные свойства, вероятно, из-за активности функционирования биоценоза в теплое время года. В пойме реки находятся самовольно построенные гаражи местных жителей. Вокруг них возникают несанкционированные свалки. Очень часто мусор оказывается непосредственно в реке. Периодически, местными жителями и школьниками местных школ проводятся акции по очистке реки и её поймы от мусора. Несмотря на то, что антропогенные загрязнения Левинки проявляются в гидрофизических, гидрохимических и гидробиологических факторах, река Левинка имеет достаточно устойчивую экосистему из терпящих такое состояние реки организмов.